# Casa de Dionís (Delos)
La Casa de Dionís és el nom que tenia en l'antiguitat una casa de l'illa de Delos, a les Cíclades, a Grècia. Les ruïnes formen part del jaciment de Delos, declarat Patrimoni de la Humanitat per la UNESCO. La casa forma part de l'anomenat barri del Teatre de Delos.

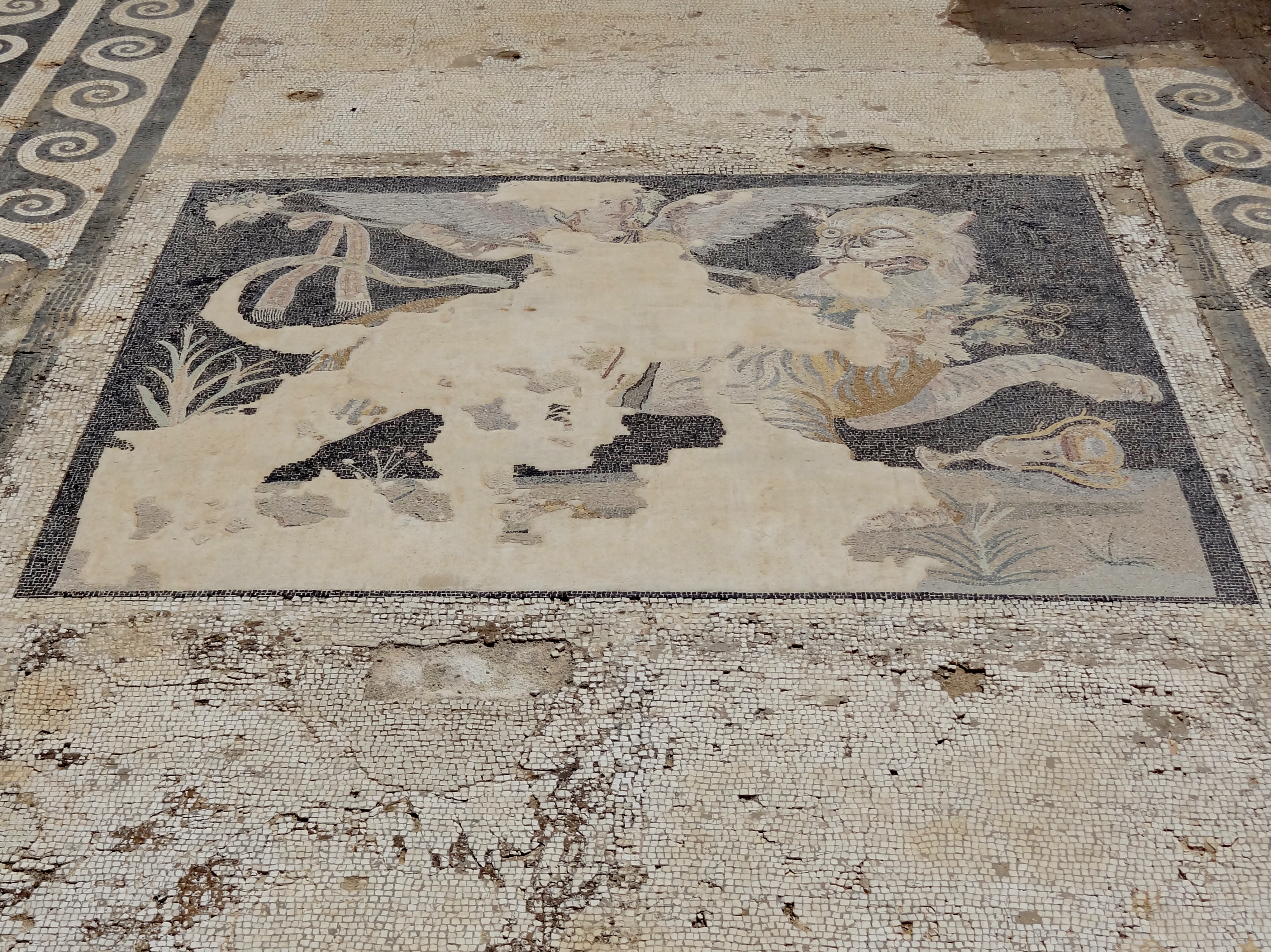
La casa rep el nom pel mosaic de Dionís muntat en un tigre

La construïren en el període hel·lenístic, al voltant del 200-100 abans de la nostra era. Es troba al nord del Teatre de Delos, a prop de la Casa de Cleòpatra. La casa s'anomena així per l'opus vermiculatum, un mosaic del terra que representa Dionís alat, muntat en un tigre, probablement de retorn del seu viatge a l'Índia.